# Saison 2017-2018 des Golden Knights de Vegas
La saison 2017-2018 est la saison inaugurale de hockey sur glace jouée par les Golden Knights de Vegas dans la Ligue nationale de hockey.

## Saison régulière

### Contexte de la saison
Le 22 juin 2016, la Ligue nationale de hockey annonce qu'elle a décidé la création d'une 31e franchise et que celle-ci est accordée à la ville de Las Vegas contre un droit d'entrée de 500 millions de dollars américains. L'équipe est formée de joueurs des 30 autres équipes de la LNH sélectionnés par les Golden Knights lors d'un repêchage d'expansion.

### Repêchage d'expansion
Les joueurs sélectionnés par les Golden Knights sont les suivants :
- Gardiens de but
  - Jean-François Bérubé (Islanders de New York)
  - Marc-André Fleury (Penguins de Pittsburgh)
  - Calvin Pickard (Avalanche du Colorado)
- Défenseurs
  - Alexei Emelin (Canadiens de Montréal)
  - Deryk Engelland (Flames de Calgary)
  - Jason Garrison (Lightning de Tampa Bay)
  - Brayden McNabb (Kings de Los Angeles)
  - Jon Merrill (Devils du New Jersey)
  - Marc Methot (Sénateurs d'Ottawa)
  - Colin Miller (Bruins de Boston)
  - Griffin Reinhart (Oilers d'Edmonton)
  - Luca Sbisa (Canucks de Vancouver)
  - David Schlemko (Sharks de San José)
  - Nate Schmidt (Capitals de Washington)
  - Clayton Stoner (Ducks d'Anaheim)
  - Trevor van Riemsdyk (Blackhawks de Chicago)
- Attaquants
  - Pierre-Édouard Bellemare (Flyers de Philadelphie)
  - Connor Brickley (Hurricanes de la Caroline)
  - William Carrier (Sabres de Buffalo)
  - Cody Eakin (Stars de Dallas)
  - Erik Haula (Wild du Minnesota)
  - William Karlsson (Blue Jackets de Columbus)
  - Brendan Leipsic (Maple Leafs de Toronto)
  - Oscar Lindberg (Rangers de New York)
  - Jonathan Marchessault (Panthers de la Floride)
  - James Neal (Predators de Nashville)
  - Tomáš Nosek (Red Wings de Détroit)
  - David Perron (Blues de Saint-Louis)
  - Teemu Pulkkinen (Coyotes de l'Arizona)
  - Chris Thorburn (Jets de Winnipeg)

### Faits marquants
Les Golden Knights jouent le premier match de leur histoire le 6 octobre 2017 à Dallas, match qu'ils gagnent 2-1. Le 11 octobre, ils jouent et remportent leur premier match à domicile et deviennent la première équipe d'expansion à débuter avec trois succès consécutifs. Le 21 octobre, ils deviennent la première équipe d'expansion à remporter six de leurs sept premières parties. Le 14 décembre, après 31 rencontres, ils établissent un nouveau record en étant l'équipe d'expansion la plus rapide de l'histoire à enregistrer 20 victoires. Le 2 janvier 2018, ils sont la première équipe à remporter huit rencontres consécutives et à marquer au moins un point lors de treize rencontres consécutives au cours de sa saison inaugurale. Le 3 avril, ils gagnent leur 51e match, marquent leur 109e point, et deviennent l'équipe d'expansion avec le plus de victoires et de points lors de sa saison inaugurale,. Ils remportent par ailleurs leur 22e victoire à l'extérieur, un nouveau record pour une équipe d'expansion.

### Classement
| Clt   | Équipe                  | PJ | V  | D  | DP | BP  | BC  | Pts |
| ----- | ----------------------- | -- | -- | -- | -- | --- | --- | --- |
| +001, | Golden Knights de Vegas | 82 | 51 | 24 | 7  | 272 | 228 | 109 |
| +002, | Ducks d'Anaheim         | 82 | 44 | 25 | 13 | 235 | 216 | 101 |
| +003, | Sharks de San José      | 82 | 45 | 27 | 10 | 252 | 229 | 100 |
| +004, | Kings de Los Angeles    | 82 | 45 | 29 | 8  | 239 | 203 | 98  |
| +005, | Flames de Calgary       | 82 | 37 | 35 | 10 | 218 | 248 | 84  |
| +006, | Oilers d'Edmonton       | 82 | 36 | 40 | 6  | 234 | 263 | 78  |
| +007, | Canucks de Vancouver    | 82 | 31 | 40 | 11 | 218 | 264 | 73  |
| +008, | Coyotes de l'Arizona    | 82 | 29 | 41 | 12 | 208 | 256 | 70  |

- En gras et en italique : vainqueur de division
- En gras : qualifié pour les séries
- En italique : repêchée en tant que 7e de l'association

### Match après match
Ce tableau reprend les résultats de l'équipe au cours de la saison, les buts marqués par les Golden Knights étant inscrits en premier.
| No | Date         | Résultat                | Adversaire                | Lieu         | Score | Bilan (V-D-N) | Pts |
| -- | ------------ | ----------------------- | ------------------------- | ------------ | ----- | ------------- | --- |
| 1  | 6 octobre    | victoire                | Stars de Dallas           | Dallas       | 2-1   | 1-0-0         | 2   |
| 2  | 7 octobre    | victoire                | Coyotes de l'Arizona      | Arizona      | 2-1   | 2-0-0         | 4   |
| 3  | 10 octobre   | victoire                | Coyotes de l'Arizona      | Las Vegas    | 5-2   | 3-0-0         | 6   |
| 4  | 13 octobre   | défaite                 | Red Wings de Détroit      | Las Vegas    | 3-6   | 3-1-0         | 6   |
| 5  | 15 octobre   | victoire                | Bruins de Boston          | Las Vegas    | 3-1   | 4-1-0         | 8   |
| 6  | 17 octobre   | victoire                | Sabres de Buffalo         | Las Vegas    | 5-4   | 5-1-0         | 10  |
| 7  | 21 octobre   | victoire                | Blues de Saint-Louis      | Las Vegas    | 3-2   | 6-1-0         | 12  |
| 8  | 24 octobre   | victoire                | Blackhawks de Chicago     | Las Vegas    | 4-2   | 7-1-0         | 14  |
| 9  | 27 octobre   | victoire                | Avalanche du Colorado     | Las Vegas    | 7-0   | 8-1-0         | 16  |
| 10 | 30 octobre   | défaite                 | Islanders de New York     | New York     | 3-6   | 8-2-0         | 16  |
| 11 | 31 octobre   | défaite                 | Rangers de New York       | New York     | 4-6   | 8-3-0         | 16  |
| 12 | 2 novembre   | défaite                 | Bruins de Boston          | Boston       | 1-2   | 8-4-0         | 16  |
| 13 | 4 novembre   | victoire                | Sénateurs d'Ottawa        | Ottawa       | 5-4   | 9-4-0         | 18  |
| 14 | 6 novembre   | défaite en fusillade    | Maple Leafs de Toronto    | Toronto      | 3-4   | 9-4-1         | 19  |
| 15 | 7 novembre   | défaite                 | Canadiens de Montréal     | Montréal     | 2-3   | 9-5-1         | 19  |
| 16 | 10 novembre  | victoire                | Jets de Winnipeg          | Las Vegas    | 5-2   | 10-5-1        | 21  |
| 17 | 14 novembre  | défaite                 | Oilers d'Edmonton         | Edmonton     | 2-8   | 10-6-1        | 21  |
| 18 | 16 novembre  | victoire                | Canucks de Vancouver      | Vancouver    | 5-2   | 11-6-1        | 23  |
| 19 | 19 novembre  | victoire                | Kings de Los Angeles      | Las Vegas    | 4-2   | 12-6-1        | 25  |
| 20 | 22 novembre  | victoire                | Ducks d'Anaheim           | Anaheim      | 4-2   | 13-6-1        | 27  |
| 21 | 24 novembre  | victoire                | Sharks de San José        | Las Vegas    | 5-4   | 14-6-1        | 29  |
| 22 | 25 novembre  | victoire                | Coyotes de l'Arizona      | Arizona      | 4-2   | 15-6-1        | 31  |
| 23 | 28 novembre  | défaite                 | Stars de Dallas           | Las Vegas    | 0-3   | 15-7-1        | 31  |
| 24 | 30 novembre  | défaite                 | Wild du Minnesota         | Minnesota    | 2-4   | 15-8-1        | 31  |
| 25 | 1er décembre | défaite                 | Jets de Winnipeg          | Winnipeg     | 4-7   | 15-9-1        | 31  |
| 26 | 3 décembre   | victoire                | Coyotes de l'Arizona      | Las Vegas    | 3-2   | 16-9-1        | 33  |
| 27 | 5 décembre   | victoire                | Ducks d'Anaheim           | Las Vegas    | 4-3   | 17-9-1        | 35  |
| 28 | 8 décembre   | victoire                | Predators de Nashville    | Nashville    | 4-3   | 18-9-1        | 37  |
| 29 | 9 décembre   | victoire                | Stars de Dallas           | Dallas       | 5-3   | 19-9-1        | 39  |
| 30 | 12 décembre  | défaite en fusillade    | Hurricanes de la Caroline | Las Vegas    | 2-3   | 19-9-2        | 40  |
| 31 | 14 décembre  | victoire                | Penguins de Pittsburgh    | Las Vegas    | 2-1   | 20-9-2        | 42  |
| 32 | 17 décembre  | victoire                | Panthers de la Floride    | Las Vegas    | 5-2   | 21-9-2        | 44  |
| 33 | 19 décembre  | victoire                | Lightning de Tampa Bay    | Las Vegas    | 4-3   | 22-9-2        | 46  |
| 34 | 23 décembre  | victoire                | Capitals de Washington    | Las Vegas    | 3-0   | 23-9-2        | 48  |
| 35 | 27 décembre  | victoire                | Ducks d'Anaheim           | Anaheim      | 4-1   | 24-9-2        | 50  |
| 36 | 28 décembre  | victoire                | Kings de Los Angeles      | Los Angeles  | 3-2   | 25-9-2        | 52  |
| 37 | 31 décembre  | victoire                | Maple Leafs de Toronto    | Las Vegas    | 6-3   | 26-9-2        | 54  |
| 38 | 2 janvier    | victoire                | Predators de Nashville    | Las Vegas    | 3-0   | 27-9-2        | 56  |
| 39 | 4 janvier    | défaite                 | Blues de Saint-Louis      | Saint-Louis  | 1-2   | 27-10-2       | 56  |
| 40 | 5 janvier    | victoire                | Blackhawks de Chicago     | Chicago      | 5-4   | 28-10-2       | 58  |
| 41 | 7 janvier    | victoire                | Rangers de New York       | Las Vegas    | 2-1   | 29-10-2       | 60  |
| 42 | 13 janvier   | défaite en prolongation | Oilers d'Edmonton         | Las Vegas    | 2-3   | 29-10-3       | 61  |
| 43 | 16 janvier   | défaite                 | Predators de Nashville    | Nashville    | 0-1   | 29-11-3       | 61  |
| 44 | 18 janvier   | victoire                | Lightning de Tampa Bay    | Tampa Bay    | 4-1   | 30-11-3       | 63  |
| 45 | 19 janvier   | défaite en prolongation | Panthers de la Floride    | Floride      | 3-4   | 30-11-4       | 64  |
| 46 | 21 janvier   | victoire                | Hurricanes de la Caroline | Caroline     | 5-1   | 31-11-4       | 66  |
| 47 | 23 janvier   | victoire                | Blue Jackets de Columbus  | Las Vegas    | 6-3   | 32-11-4       | 68  |
| 48 | 25 janvier   | défaite                 | Islanders de New York     | Las Vegas    | 1-2   | 32-12-4       | 68  |
| 49 | 30 janvier   | victoire                | Flames de Calgary         | Calgary      | 4-2   | 33-12-4       | 70  |
| 50 | 1er février  | victoire                | Jets de Winnipeg          | Winnipeg     | 3-2   | 34-12-4       | 72  |
| 51 | 2 février    | défaite                 | Wild du Minnesota         | Minnesota    | 2-5   | 34-13-4       | 72  |
| 52 | 4 février    | victoire                | Capitals de Washington    | Washington   | 4-3   | 35-13-4       | 74  |
| 53 | 6 février    | défaite                 | Penguins de Pittsburgh    | Pittsburgh   | 4-5   | 35-14-4       | 74  |
| 54 | 8 février    | victoire                | Sharks de San José        | San José     | 5-3   | 36-14-4       | 76  |
| 55 | 11 février   | défaite                 | Flyers de Philadelphie    | Las Vegas    | 1-4   | 36-15-4       | 76  |
| 56 | 13 février   | victoire                | Blackhawks de Chicago     | Las Vegas    | 5-2   | 37-15-4       | 78  |
| 57 | 15 février   | victoire                | Oilers d'Edmonton         | Las Vegas    | 4-1   | 38-15-4       | 80  |
| 58 | 17 février   | victoire                | Canadiens de Montréal     | Las Vegas    | 6-3   | 39-15-4       | 82  |
| 59 | 19 février   | défaite                 | Ducks d'Anaheim           | Las Vegas    | 0-2   | 39-16-4       | 82  |
| 60 | 21 février   | victoire                | Flames de Calgary         | Las Vegas    | 7-3   | 40-16-4       | 84  |
| 61 | 23 février   | victoire                | Canucks de Vancouver      | Las Vegas    | 6-3   | 41-16-4       | 86  |
| 62 | 26 février   | défaite en prolongation | Kings de Los Angeles      | Los Angeles  | 2-3   | 41-16-5       | 87  |
| 63 | 27 février   | défaite                 | Kings de Los Angeles      | Las Vegas    | 1-4   | 41-17-5       | 87  |
| 64 | 2 mars       | défaite                 | Sénateurs d'Ottawa        | Las Vegas    | 4-5   | 41-18-5       | 87  |
| 65 | 4 mars       | victoire                | Devils du New Jersey      | New Jersey   | 3-2   | 42-18-5       | 89  |
| 66 | 6 mars       | défaite                 | Blue Jackets de Columbus  | Columbus     | 1-4   | 42-19-5       | 89  |
| 67 | 8 mars       | victoire                | Red Wings de Détroit      | Détroit      | 4-0   | 43-19-5       | 91  |
| 68 | 10 mars      | victoire                | Sabres de Buffalo         | Buffalo      | 2-1   | 44-19-5       | 93  |
| 69 | 12 mars      | victoire                | Flyers de Philadelphie    | Philadelphie | 3-2   | 45-19-5       | 95  |
| 70 | 14 mars      | défaite                 | Devils du New Jersey      | Las Vegas    | 3-8   | 45-20-5       | 95  |
| 71 | 16 mars      | défaite                 | Wild du Minnesota         | Las Vegas    | 2-4   | 45-21-5       | 95  |
| 72 | 18 mars      | victoire                | Flames de Calgary         | Las Vegas    | 4-0   | 46-21-5       | 97  |
| 73 | 20 mars      | victoire                | Canucks de Vancouver      | Las Vegas    | 4-1   | 47-21-5       | 99  |
| 74 | 22 mars      | défaite en prolongation | Sharks de San José        | San José     | 1-2   | 47-21-6       | 100 |
| 75 | 24 mars      | défaite en fusillade    | Avalanche du Colorado     | Colorado     | 1-2   | 47-21-7       | 101 |
| 76 | 26 mars      | victoire                | Avalanche du Colorado     | Las Vegas    | 4-1   | 48-21-7       | 103 |
| 77 | 28 mars      | défaite                 | Coyotes de l'Arizona      | Las Vegas    | 2-3   | 48-22-7       | 103 |
| 78 | 30 mars      | victoire                | Blues de Saint-Louis      | Las Vegas    | 4-3   | 49-22-7       | 105 |
| 79 | 31 mars      | victoire                | Sharks de San José        | Las Vegas    | 3-2   | 50-22-7       | 107 |
| 80 | 3 avril      | victoire                | Canucks de Vancouver      | Vancouver    | 5-4   | 51-22-7       | 109 |
| 81 | 5 avril      | défaite                 | Oilers d'Edmonton         | Edmonton     | 3-4   | 51-23-7       | 109 |
| 82 | 7 avril      | défaite                 | Flames de Calgary         | Calgary      | 1-7   | 51-24-7       | 109 |

- Victoire
- Défaite dans le temps réglementaire
- Défaite en prolongation ou en fusillade

### Statistiques
| Nom                      | Poste         | PJ | B  | A  | Pts | Pun |
| ------------------------ | ------------- | -- | -- | -- | --- | --- |
| William Karlsson         | Centre        | 82 | 43 | 35 | 78  | 12  |
| Jonathan Marchessault    | Centre        | 77 | 27 | 48 | 75  | 40  |
| David Perron             | Ailier gauche | 70 | 16 | 50 | 66  | 50  |
| Reilly Smith             | Ailier droit  | 67 | 22 | 38 | 60  | 24  |
| Erik Haula               | Ailier gauche | 76 | 29 | 26 | 55  | 37  |
| James Neal               | Ailier gauche | 71 | 25 | 19 | 44  | 24  |
| Colin Miller             | Défenseur     | 82 | 10 | 31 | 41  | 53  |
| Alex Tuch                | Ailier droit  | 78 | 15 | 22 | 37  | 27  |
| Nate Schmidt             | Défenseur     | 76 | 5  | 31 | 36  | 16  |
| Shea Theodore            | Défenseur     | 61 | 6  | 23 | 29  | 14  |
| Cody Eakin               | Centre        | 80 | 11 | 16 | 27  | 22  |
| Deryk Engelland          | Défenseur     | 79 | 5  | 18 | 23  | 24  |
| Brad Hunt                | Défenseur     | 45 | 3  | 15 | 18  | 6   |
| Pierre-Edouard Bellemare | Ailier gauche | 72 | 6  | 10 | 16  | 14  |
| Tomáš Nosek              | Ailier gauche | 67 | 7  | 8  | 15  | 14  |
| Brayden McNabb           | Défenseur     | 76 | 5  | 10 | 15  | 52  |
| Ryan Carpenter           | Centre        | 36 | 9  | 5  | 14  | 9   |
| Luca Sbisa               | Défenseur     | 30 | 2  | 12 | 14  | 15  |
| Brendan Leipsic          | Ailier gauche | 44 | 2  | 11 | 13  | 4   |
| Oscar Lindberg           | Centre        | 63 | 9  | 2  | 11  | 14  |
| Tomáš Tatar              | Ailier gauche | 20 | 4  | 2  | 6   | 10  |
| Brandon Pirri            | Centre        | 2  | 3  | 0  | 3   | 0   |
| Tomáš Hyka               | Ailier droit  | 10 | 1  | 2  | 3   | 0   |
| Jon Merrill              | Défenseur     | 34 | 1  | 2  | 3   | 22  |
| William Carrier          | Ailier gauche | 37 | 1  | 2  | 3   | 19  |
| Ryan Reaves              | Ailier droit  | 21 | 0  | 2  | 2   | 10  |
| Vadim Chipatchiov        | Centre        | 3  | 1  | 0  | 1   | 2   |
| Jason Garrison           | Défenseur     | 8  | 0  | 1  | 1   | 4   |
| Stefan Matteau           | Centre        | 8  | 0  | 1  | 1   | 0   |
| Zach Whitecloud          | Défenseur     | 1  | 0  | 0  | 0   | 0   |

| Nom               | PJ | V  | D  | Pr. | Min   | BC  | Moy  | %Arr | Bl |
| ----------------- | -- | -- | -- | --- | ----- | --- | ---- | ---- | -- |
| Oscar Dansk (en)  | 4  | 3  | 0  | 0   | 169   | 5   | 1,78 | 94,6 | 1  |
| Dylan Ferguson    | 1  | 0  | 0  | 0   | 9     | 1   | 6,5  | 50   | 0  |
| Marc-André Fleury | 46 | 29 | 13 | 4   | 1 276 | 100 | 2,24 | 92,7 | 4  |
| Maxime Lagacé     | 16 | 6  | 7  | 1   | 874   | 57  | 3,92 | 86,7 | 0  |
| Malcolm Subban    | 22 | 13 | 4  | 2   | 1 230 | 55  | 2,68 | 91   | 0  |

## Séries éliminatoires
Le 17 avril, kes Golden Knights deviennent la première équipe d'expansion nord-américaine (LNH, MLB, NBA) à gagner une série sans perdre un match lors de sa saison inaugurale puis le 26 avril, ils sont la première équipe d'expansion nord-américaine à porter son bilan en séries éliminatoires à 5-0.

### Premier tour contre les Kings de Los Angeles
| 11 avril | Las Vegas | 1-0 (1-0, 0-0, 0-0) | Los Angeles | T-Mobile Arena 18 479 spectateurs |

| Feuille de match | Feuille de match              | Feuille de match | Feuille de match | Feuille de match                                                                           |
| ---------------- | ----------------------------- | ---------------- | ---------------- | ------------------------------------------------------------------------------------------ |
|                  | Theodore (Nosek) — 3 min 23 s | 1-0              |                  | Arbitrage : Eric Furlatt, Kelly Sutherland, Justin StPierre David Brisebois, Brad Kovachik |
| Fleury           | Gardiens                      | Quick            |                  | Arbitrage : Eric Furlatt, Kelly Sutherland, Justin StPierre David Brisebois, Brad Kovachik |
| 6 min            | Pénalités                     | 6 min            |                  | Arbitrage : Eric Furlatt, Kelly Sutherland, Justin StPierre David Brisebois, Brad Kovachik |
| 28               | Tirs                          | 30               |                  | Arbitrage : Eric Furlatt, Kelly Sutherland, Justin StPierre David Brisebois, Brad Kovachik |

| 13 avril | Las Vegas | 2-1 (2 pr) (1-0, 0-1, 0-0, 0-0, 1-0) | Los Angeles | T-Mobile Arena 18 588 spectateurs |

| Feuille de match | Feuille de match                                                                   | Feuille de match | Feuille de match                           | Feuille de match                                                                             |
| ---------------- | ---------------------------------------------------------------------------------- | ---------------- | ------------------------------------------ | -------------------------------------------------------------------------------------------- |
|                  | Tuch (Marchessault, Smith) — 14 min 47 s (SN) Haula (Neal, Theodore) — 95 min 23 s | 1-0 1-1 2-1      | LaDue (Phaneuf, Amadio) — 35 min 55 s (SN) | Arbitrage : Kevin Pollock, Francois StLaurent, Justin StPierre Darren Gibbs, Matt MacPherson |
| Fleury           | Gardiens                                                                           | Quick            |                                            | Arbitrage : Kevin Pollock, Francois StLaurent, Justin StPierre Darren Gibbs, Matt MacPherson |
| 6 min            | Pénalités                                                                          | 8 min            |                                            | Arbitrage : Kevin Pollock, Francois StLaurent, Justin StPierre Darren Gibbs, Matt MacPherson |
| 56               | Tirs                                                                               | 30               |                                            | Arbitrage : Kevin Pollock, Francois StLaurent, Justin StPierre Darren Gibbs, Matt MacPherson |

| 15 avril | Los Angeles | 2-3 (1-0, 0-0, 1-3) | Las Vegas | Staples Center 18 484 spectateurs |

| Feuille de match | Feuille de match                                                          | Feuille de match    | Feuille de match | Feuille de match                                                   |
| ---------------- | ------------------------------------------------------------------------- | ------------------- | --- | ------------------------------------------------------------------ |
|                  | Iafallo (Kopitar, Brown) — 13 min 14 s Kopitar (Fantenberg) — 57 min 56 s | 1-0 1-1 1-2 1-3 2-3 | Eakin (Carpenter, Perron) — 46 min 10 s Neal (Schmidt, Tuch) — 54 min 23 s Karlsson (Smith, Marchessault) — 54 min 44 s | Arbitrage : Kyle Rehman, Dan O'Halloran Derek Amell, Mark Shewchyk |
| Quick            | Gardiens                                                                  | Fleury              | | Arbitrage : Kyle Rehman, Dan O'Halloran Derek Amell, Mark Shewchyk |
| 10 min           | Pénalités                                                                 | 12 min              | | Arbitrage : Kyle Rehman, Dan O'Halloran Derek Amell, Mark Shewchyk |
| 39               | Tirs                                                                      | 26                  | | Arbitrage : Kyle Rehman, Dan O'Halloran Derek Amell, Mark Shewchyk |

| 17 avril | Los Angeles | 0-1 (0-0, 0-1, 0-0) | Las Vegas | Staples Center 18 422 spectateurs |

| Feuille de match | Feuille de match | Feuille de match | Feuille de match                      | Feuille de match                                                    |
| ---------------- | ---------------- | ---------------- | ------------------------------------- | ------------------------------------------------------------------- |
|                  |                  | 0-1              | McNabb (Smith, Karlsson) — 24 min 4 s | Arbitrage : Francis Charron, Brad Watson Mark Shewchyk, Derek Amell |
| Quick            | Gardiens         | Fleury           |                                       | Arbitrage : Francis Charron, Brad Watson Mark Shewchyk, Derek Amell |
| 2 min            | Pénalités        | 4 min            |                                       | Arbitrage : Francis Charron, Brad Watson Mark Shewchyk, Derek Amell |
| 31               | Tirs             | 21               |                                       | Arbitrage : Francis Charron, Brad Watson Mark Shewchyk, Derek Amell |

### Deuxième tour contre les Sharks de San José
| 26 avril | Las Vegas | 7-0 (4-0, 1-0, 2-0) | San José | T-Mobile Arena 18 444 spectateurs |

| Feuille de match | Feuille de match | Feuille de match                       | Feuille de match | Feuille de match                                                                    |
| ---------------- | --- | -------------------------------------- | ---------------- | ----------------------------------------------------------------------------------- |
|                  | Eakin (McNabb, Perron) — 4 min 31 s Haula (Tuch, Neal) — 4 min 57 s Marchessault (Smith, Karlsson) — 6 min 2 s Tuch (Karlsson, Smith) — 11 min 43 s (SN) Theodore (Smith, Marchessault) — 23 min 28 s Miller (Karlsson, Marchessault) — 44 min 32 s (SN) Neal (Perron, Haula) — 48 min 9 s | 1-0 2-0 3-0 4-0 5-0 6-0 7-0            |                  | Arbitrage : Francis Charron, Brad Watson, Trevor Hanson Greg Devorski, Ryan Gibbons |
| Fleury           | Gardiens | Jones (23 min 26 s) Dell (36 min 18 s) |                  | Arbitrage : Francis Charron, Brad Watson, Trevor Hanson Greg Devorski, Ryan Gibbons |
| 10 min           | Pénalités | 31 min                                 |                  | Arbitrage : Francis Charron, Brad Watson, Trevor Hanson Greg Devorski, Ryan Gibbons |
| 34               | Tirs | 33                                     |                  | Arbitrage : Francis Charron, Brad Watson, Trevor Hanson Greg Devorski, Ryan Gibbons |

| 28 avril | Las Vegas | 3-4 (2 pr) (1-0, 1-3, 1-0, 0-0, 0-1) | San José | T-Mobile Arena 18 671 spectateurs |

| Feuille de match | Feuille de match                                                                                                | Feuille de match            | Feuille de match | Feuille de match                                                                   |
| ---------------- | --- | --------------------------- | --- | ---------------------------------------------------------------------------------- |
|                  | Karlsson (Miller, Schmidt) — 17 min 59 s Karlsson (Smith) — 20 min 26 s Schmidt (Theodore, Haula) — 53 min 28 s | 1-0 2-0 2-1 2-2 2-3 3-3 3-4 | Burns (Pavelski) — 22 min (SN) Couture (Hertl) — 31 min 8 s Burns (Meier, Pavelski) — 34 min 7 s Couture (Labanc, Burns) — 85 min 13 s (SN) | Arbitrage : Eric Furlatt, Kelly Sutherland, Trevor Hanson Devin Berg, Jonny Murray |
| Fleury           | Gardiens | Jones                       | | Arbitrage : Eric Furlatt, Kelly Sutherland, Trevor Hanson Devin Berg, Jonny Murray |
| 22 min           | Pénalités | 12 min                      | | Arbitrage : Eric Furlatt, Kelly Sutherland, Trevor Hanson Devin Berg, Jonny Murray |
| 29               | Tirs | 47                          | | Arbitrage : Eric Furlatt, Kelly Sutherland, Trevor Hanson Devin Berg, Jonny Murray |

| 30 avril | San José | 3-4 (pr) (0-0, 1-3, 2-0, 0-1) | Las Vegas | SAP Center at San Jose 17 562 spectateurs |

| Feuille de match | Feuille de match                                                                                                 | Feuille de match            | Feuille de match | Feuille de match                                                  |
| ---------------- | --- | --------------------------- | --- | ----------------------------------------------------------------- |
|                  | Meier (Tierney, Bødker) — 26 min 59 s (SN) Kane (Burns, DeMelo) — 47 min 49 s Hertl (Braun, Labanc) — 58 min 3 s | 1-0 1-1 1-2 1-3 2-3 3-3 3-4 | Miller (Neal, Perron) — 29 min 40 s (SN) Marchessault (Tuch, Smith) — 33 min 9 s (SN) Smith (Karlsson, Marchessault) — 34 min 26 s Karlsson (Neal, Marchessault) — 68 min 17 s | Arbitrage : Marc Joannette, Wes McCauley Devin Berg, Jonny Murray |
| Jones            | Gardiens | Fleury                      | | Arbitrage : Marc Joannette, Wes McCauley Devin Berg, Jonny Murray |
| 12 min           | Pénalités | 8 min                       | | Arbitrage : Marc Joannette, Wes McCauley Devin Berg, Jonny Murray |
| 42               | Tirs | 33                          | | Arbitrage : Marc Joannette, Wes McCauley Devin Berg, Jonny Murray |

| 2 mai | San José | 4-0 (2-0, 1-0, 1-0) | Las Vegas | SAP Center at San Jose 17 562 spectateurs |

| Feuille de match | Feuille de match | Feuille de match | Feuille de match | Feuille de match                                                      |
| ---------------- | --- | ---------------- | ---------------- | --------------------------------------------------------------------- |
|                  | Sörensen (Fehr, Dillon) — 15 min 37 s Donskoi (Dillon) — 19 min 54 s Hertl (Bødker, Couture) — 25 min 35 s Pavelski (Couture, Burns) — 31 min 43 s (SN) | 1-0 2-0 3-0 4-0  |                  | Arbitrage : Dan O'Halloran, Brad Meier Scott Cherrey, Matt MacPherson |
| Jones            | Gardiens | Fleury           |                  | Arbitrage : Dan O'Halloran, Brad Meier Scott Cherrey, Matt MacPherson |
| 10 min           | Pénalités | 22 min           |                  | Arbitrage : Dan O'Halloran, Brad Meier Scott Cherrey, Matt MacPherson |
| 34               | Tirs | 34               |                  | Arbitrage : Dan O'Halloran, Brad Meier Scott Cherrey, Matt MacPherson |

| 4 mai | Las Vegas | 5-3 (1-0, 2-0, 2-3) | San José | T-Mobile Arena 18 693 spectateurs |

| Feuille de match | Feuille de match | Feuille de match                       | Feuille de match                                                                                                | Feuille de match                                                                   |
| ---------------- | --- | -------------------------------------- | --- | ---------------------------------------------------------------------------------- |
|                  | Neal (Theodore, Perron) — 19 min 57 s Tuch (Smith, Marchessault) — 24 min 52 s (SN) Haula (Perron, Carpenter) — 28 min 59 s Tuch (Eakin, Lindberg) — 48 min 36 s Marchessault — 58 min 39 s (CV) | 1-0 2-0 3-0 4-0 4-1 4-2 4-3 5-3        | Labanc (Couture, Hertl) — 49 min 35 s (SN) Hertl (Bødker, Couture) — 51 min 44 s Bødker (Couture) — 55 min 44 s | Arbitrage : Chris Rooney, Gord Dwyer, Trevor Hanson Matt MacPherson, Scott Cherrey |
| Fleury           | Gardiens | Jones (48 min 33 s) Dell (10 min 24 s) | | Arbitrage : Chris Rooney, Gord Dwyer, Trevor Hanson Matt MacPherson, Scott Cherrey |
| 18 min           | Pénalités | 20 min                                 | | Arbitrage : Chris Rooney, Gord Dwyer, Trevor Hanson Matt MacPherson, Scott Cherrey |
| 39               | Tirs | 30                                     | | Arbitrage : Chris Rooney, Gord Dwyer, Trevor Hanson Matt MacPherson, Scott Cherrey |

| 6 mai | San José | 0-3 (0-0, 0-2, 0-1) | Las Vegas | SAP Center at San Jose 17 562 spectateurs |

| Feuille de match | Feuille de match | Feuille de match | Feuille de match | Feuille de match                                                       |
| ---------------- | ---------------- | ---------------- | --- | ---------------------------------------------------------------------- |
|                  |                  | 0-1 0-2 0-3      | Marchessault (Smith, Karlsson) — 26 min 33 s Schmidt (Haula, Perron) — 35 min 38 s Eakin (Carpenter, Schmidt) — 58 min 9 s (CV) | Arbitrage : Kevin Pollock, Brad Watson David Brisebois, Kiel Murchison |
| Jones            | Gardiens         | Fleury           | | Arbitrage : Kevin Pollock, Brad Watson David Brisebois, Kiel Murchison |
| 2 min            | Pénalités        | 4 min            | | Arbitrage : Kevin Pollock, Brad Watson David Brisebois, Kiel Murchison |
| 28               | Tirs             | 33               | | Arbitrage : Kevin Pollock, Brad Watson David Brisebois, Kiel Murchison |

### Finale d'association contre les Jets de Winnipeg
| 12 mai | Winnipeg | 4-2 (3-1, 1-1, 0-0) | Las Vegas | Bell MTS Place 15 321 spectateurs |

| Feuille de match | Feuille de match | Feuille de match        | Feuille de match                                                                               | Feuille de match                                                                                    |
| ---------------- | --- | ----------------------- | ---------------------------------------------------------------------------------------------- | --------------------------------------------------------------------------------------------------- |
|                  | Byfuglien (Scheifele, Wheeler) — 1 min 5 s Laine (Wheeler, Stastny) — 6 min 49 s (SN) Armia (Chiarot) — 7 min 35 s Scheifele (Byfuglien, Wheeler) — 29 min 54 s (SN) | 1-0 2-0 3-0 3-1 4-1 4-2 | McNabb (Marchessault, Smith) — 8 min 10 s Karlsson (Marchessault, Theodore) — 35 min 55 s (SN) | Arbitrage : Eric Furlatt, Kelly Sutherland, Chris Rooney Scott Cherrey, Derek Amell, Michel Cormier |
| Hellebuyck       | Gardiens | Fleury                  |                                                                                                | Arbitrage : Eric Furlatt, Kelly Sutherland, Chris Rooney Scott Cherrey, Derek Amell, Michel Cormier |
| 8 min            | Pénalités | 12 min                  |                                                                                                | Arbitrage : Eric Furlatt, Kelly Sutherland, Chris Rooney Scott Cherrey, Derek Amell, Michel Cormier |
| 26               | Tirs | 21                      |                                                                                                | Arbitrage : Eric Furlatt, Kelly Sutherland, Chris Rooney Scott Cherrey, Derek Amell, Michel Cormier |

| 14 mai | Winnipeg | 1-3 (0-2, 0-0, 1-1) | Las Vegas | Bell MTS Place 15 321 spectateurs |

| Feuille de match | Feuille de match                          | Feuille de match | Feuille de match | Feuille de match                                                                                 |
| ---------------- | ----------------------------------------- | ---------------- | --- | ------------------------------------------------------------------------------------------------ |
|                  | Connor (Ehlers, Myers) — 47 min 17 s (SN) | 0-1 0-2 1-2 1-3  | Tatar (Theodore, Carpenter) — 13 min 23 s Marchessault (Smith) — 17 min 22 s Marchessault (Smith, Karlsson) — 48 min 45 s | Arbitrage : Chris Rooney, Gord Dwyer, Wes McCauley Brian Murphy, Michel Cormier, Matt MacPherson |
| Hellebuyck       | Gardiens                                  | Fleury           | | Arbitrage : Chris Rooney, Gord Dwyer, Wes McCauley Brian Murphy, Michel Cormier, Matt MacPherson |
| 6 min            | Pénalités                                 | 8 min            | | Arbitrage : Chris Rooney, Gord Dwyer, Wes McCauley Brian Murphy, Michel Cormier, Matt MacPherson |
| 31               | Tirs                                      | 28               | | Arbitrage : Chris Rooney, Gord Dwyer, Wes McCauley Brian Murphy, Michel Cormier, Matt MacPherson |

| 16 mai | Las Vegas | 4-2 (1-0, 2-1, 1-1) | Winnipeg | T-Mobile Arena 18 477 spectateurs |

| Feuille de match | Feuille de match | Feuille de match        | Feuille de match                                                            | Feuille de match                                                                                 |
| ---------------- | --- | ----------------------- | --------------------------------------------------------------------------- | ------------------------------------------------------------------------------------------------ |
|                  | Marchessault (McNabb) — 35 s Neal (Haula) — 25 min 40 s Tuch (Neal, Schmidt) — 28 min 13 s Marchessault (McNabb, Fleury) — 59 min 57 s (CV) | 1-0 1-1 2-1 3-1 3-2 4-2 | Scheifele (Wheeler) — 25 min 28 s Scheifele (Connor, Wheeler) — 40 min 18 s | Arbitrage : Marc Joannette, Wes McCauley, Brad Meier Matt MacPherson, Jonny Murray, Ryan Gibbons |
| Fleury           | Gardiens | Hellebuyck              |                                                                             | Arbitrage : Marc Joannette, Wes McCauley, Brad Meier Matt MacPherson, Jonny Murray, Ryan Gibbons |
| 18 min           | Pénalités | 22 min                  |                                                                             | Arbitrage : Marc Joannette, Wes McCauley, Brad Meier Matt MacPherson, Jonny Murray, Ryan Gibbons |
| 30               | Tirs | 35                      |                                                                             | Arbitrage : Marc Joannette, Wes McCauley, Brad Meier Matt MacPherson, Jonny Murray, Ryan Gibbons |

| 18 mai | Las Vegas | 3-2 (1-0, 1-1, 1-1) | Winnipeg | T-Mobile Arena 18 697 spectateurs |

| Feuille de match | Feuille de match                                                                                           | Feuille de match    | Feuille de match                                                             | Feuille de match                                                                                |
| ---------------- | --- | ------------------- | ---------------------------------------------------------------------------- | ----------------------------------------------------------------------------------------------- |
|                  | Karlsson (Marchessault, Smith) — 2 min 25 s (SN) Nosek (Bellemare, Sbisa) — 30 min 12 s Smith — 53 min 2 s | 1-0 1-1 2-1 2-2 3-2 | Laine (Byfuglien, Wheeler) — 29 min 29 s (SN) Myers (Roslovic) — 45 min 34 s | Arbitrage : Brad Meier, Dan O'Halloran, Eric Furlatt Greg Devorski, Ryan Gibbons, Scott Cherrey |
| Fleury           | Gardiens                                                                                                   | Hellebuyck          |                                                                              | Arbitrage : Brad Meier, Dan O'Halloran, Eric Furlatt Greg Devorski, Ryan Gibbons, Scott Cherrey |
| 8 min            | Pénalités                                                                                                  | 4 min               |                                                                              | Arbitrage : Brad Meier, Dan O'Halloran, Eric Furlatt Greg Devorski, Ryan Gibbons, Scott Cherrey |
| 29               | Tirs | 37                  |                                                                              | Arbitrage : Brad Meier, Dan O'Halloran, Eric Furlatt Greg Devorski, Ryan Gibbons, Scott Cherrey |

| 20 mai | Winnipeg | 1-2 (1-1, 0-1, 0-0) | Las Vegas | Bell MTS Place 15 321 spectateurs |

| Feuille de match | Feuille de match                 | Feuille de match | Feuille de match                                                  | Feuille de match                                                                              |
| ---------------- | -------------------------------- | ---------------- | ----------------------------------------------------------------- | --------------------------------------------------------------------------------------------- |
|                  | Morrissey (Little) — 17 min 14 s | 0-1 1-1 1-2      | Tuch (Carpenter) — 5 min 11 s Reaves (Sbisa, Nosek) — 33 min 21 s | Arbitrage : Eric Furlatt, Kelly Sutherland, Gord Dwyer Scott Cherrey, Derek Amell, Devin Berg |
| Hellebuyck       | Gardiens                         | Fleury           |                                                                   | Arbitrage : Eric Furlatt, Kelly Sutherland, Gord Dwyer Scott Cherrey, Derek Amell, Devin Berg |
| 4 min            | Pénalités                        | 8 min            |                                                                   | Arbitrage : Eric Furlatt, Kelly Sutherland, Gord Dwyer Scott Cherrey, Derek Amell, Devin Berg |
| 32               | Tirs                             | 32               |                                                                   | Arbitrage : Eric Furlatt, Kelly Sutherland, Gord Dwyer Scott Cherrey, Derek Amell, Devin Berg |

### Finale de la Coupe Stanley
| 28 mai | Las Vegas | 6-4 (2-2, 1-1, 3-1) | Washington | T-Mobile Arena 18 575 spectateurs |

| Feuille de match | Feuille de match | Feuille de match                        | Feuille de match | Feuille de match                                                                                    |
| ---------------- | --- | --------------------------------------- | --- | --------------------------------------------------------------------------------------------------- |
|                  | Miller (Haula) — 7 min 15 s (SN) Karlsson (Smith, Engelland) — 18 min 19 s Smith (Engelland, Marchessault) — 23 min 21 s Reaves — 42 min 41 s Nosek (Theodore, Bellemare) — 49 min 44 s Nosek (Perron) — 59 min 57 s (CV) | 1-0 1-1 1-2 2-2 3-2 3-3 3-4 4-4 5-4 6-4 | Connolly (Kempný, Burakovsky) — 14 min 41 s Bäckström (Oshie, Vrána) — 15 min 23 s Carlson (Oshie, Bäckström) — 28 min 29 s Wilson (Ovetchkine, Kouznetsov) — 41 min 10 s | Arbitrage : Marc Joannette, Wes McCauley, Chris Rooney Matt MacPherson, Jonny Murray, Greg Devorski |
| Fleury           | Gardiens | Holtby                                  | | Arbitrage : Marc Joannette, Wes McCauley, Chris Rooney Matt MacPherson, Jonny Murray, Greg Devorski |
| 4 min            | Pénalités | 4 min                                   | | Arbitrage : Marc Joannette, Wes McCauley, Chris Rooney Matt MacPherson, Jonny Murray, Greg Devorski |
| 34               | Tirs | 28                                      | | Arbitrage : Marc Joannette, Wes McCauley, Chris Rooney Matt MacPherson, Jonny Murray, Greg Devorski |

| 30 mai | Las Vegas | 2-3 (1-1, 1-2, 0-0) | Washington | T-Mobile Arena 18 702 spectateurs |

| Feuille de match | Feuille de match                                                                | Feuille de match    | Feuille de match | Feuille de match                                                                                       |
| ---------------- | ------------------------------------------------------------------------------- | ------------------- | --- | --- |
|                  | Neal (Sbisa, Miller) — 7 min 58 s Theodore (Smith, Karlsson) — 37 min 47 s (SN) | 1-0 1-1 1-2 1-3 2-3 | Eller (Kempný, Burakovsky) — 17 min 27 s Ovetchkine (Eller, Bäckström) — 25 min 38 s (SN) Orpik (Eller, Burakovsky) — 29 min 41 s | Arbitrage : Chris Rooney, Kelly Sutherland, Marc Joannette Derek Amell, Greg Devorski, Matt MacPherson |
| Fleury           | Gardiens                                                                        | Holtby              | | Arbitrage : Chris Rooney, Kelly Sutherland, Marc Joannette Derek Amell, Greg Devorski, Matt MacPherson |
| 23 min           | Pénalités                                                                       | 14 min              | | Arbitrage : Chris Rooney, Kelly Sutherland, Marc Joannette Derek Amell, Greg Devorski, Matt MacPherson |
| 39               | Tirs                                                                            | 26                  | | Arbitrage : Chris Rooney, Kelly Sutherland, Marc Joannette Derek Amell, Greg Devorski, Matt MacPherson |

| 2 juin | Washington | 3-1 (0-0, 2-0, 1-1) | Las Vegas | Capital One Arena 18 506 spectateurs |

| Feuille de match | Feuille de match | Feuille de match | Feuille de match                | Feuille de match                                                       |
| ---------------- | --- | ---------------- | ------------------------------- | ---------------------------------------------------------------------- |
|                  | Ovetchkine (Carlson, Kouznetsov) — 21 min 10 s Kouznetsov (Beagle, Oshie) — 32 min 50 s Smith-Pelly (Beagle) — 53 min 53 s | 1-0 2-0 2-1 3-1  | Nosek (Bellemare) — 43 min 29 s | Arbitrage : Marc Joannette, Wes McCauley Jonny Murray, Matt MacPherson |
| Holtby           | Gardiens | Fleury           |                                 | Arbitrage : Marc Joannette, Wes McCauley Jonny Murray, Matt MacPherson |
| 4 min            | Pénalités | 8 min            |                                 | Arbitrage : Marc Joannette, Wes McCauley Jonny Murray, Matt MacPherson |
| 26               | Tirs | 22               |                                 | Arbitrage : Marc Joannette, Wes McCauley Jonny Murray, Matt MacPherson |

| 4 juin | Washington | 6-2 (3-0, 1-0, 2-2) | Las Vegas | Capital One Arena 18 506 spectateurs |

| Feuille de match | Feuille de match | Feuille de match                | Feuille de match                                                             | Feuille de match                                                       |
| ---------------- | --- | ------------------------------- | ---------------------------------------------------------------------------- | ---------------------------------------------------------------------- |
|                  | Oshie (Kouznetsov, Backstrom) — 9 min 54 s (SN) Wilson (Kouznetsov) — 16 min 26 s Smith-Pelly (Niskanen, Ovetchkine) — 19 min 39 s Carlson (Kouznetsov, Oshie) — 35 min 23 s (SN) Kempný (Backstrom, Oshie) — 53 min 39 s Connolly (Backstrom, Kouznetsov) — 58 min 51 s (SN) | 1-0 2-0 3-0 4-0 4-1 4-2 5-2 6-2 | Nael (Haula, Miller) — 45 min 43 s Smith (Marchessault, Sbisa) — 52 min 26 s | Arbitrage : Kelly Sutherland, Chris Rooney Greg Devorski, Derek Arnell |
| Holtby           | Gardiens | Fleury                          |                                                                              | Arbitrage : Kelly Sutherland, Chris Rooney Greg Devorski, Derek Arnell |
| 20 min           | Pénalités | 32 min                          |                                                                              | Arbitrage : Kelly Sutherland, Chris Rooney Greg Devorski, Derek Arnell |
| 30               | Tirs | 23                              |                                                                              | Arbitrage : Kelly Sutherland, Chris Rooney Greg Devorski, Derek Arnell |

| 7 juin | Las Vegas | 3-4 (0-0, 3-2, 0-2) | Washington | T-Mobile Arena 18 529 spectateurs |

| Feuille de match | Feuille de match | Feuille de match            | Feuille de match | Feuille de match                                                                                    |
| ---------------- | --- | --------------------------- | --- | --------------------------------------------------------------------------------------------------- |
|                  | Schmidt (Smith, Marchessault) — 29 min 40 s Perron (Tatar, Miller) — 32 min 56 s Smith (Tuch, Theodore) — 39 min 31 s (SN) | 0-1 1-1 1-2 2-2 3-2 3-3 3-4 | Vrána (Wilson, Kouznetsov) — 26 min 24 s Ovetchkine (Bäckström, Carlson) — 30 min 14 s (SN) Smith-Pelly (Orpik) — 49 min 52 s Eller (Connolly, Burakovsky) — 52 min 23 s | Arbitrage : Marc Joannette, Wes McCauley, Chris Rooney Jonny Murray, Matt MacPherson, Greg Devorski |
| Fleury           | Gardiens | Holtby                      | | Arbitrage : Marc Joannette, Wes McCauley, Chris Rooney Jonny Murray, Matt MacPherson, Greg Devorski |
| 12 min           | Pénalités | 8 min                       | | Arbitrage : Marc Joannette, Wes McCauley, Chris Rooney Jonny Murray, Matt MacPherson, Greg Devorski |
| 31               | Tirs | 33                          | | Arbitrage : Marc Joannette, Wes McCauley, Chris Rooney Jonny Murray, Matt MacPherson, Greg Devorski |

### Statistiques
| Nom                      | Poste         | PJ | B | A  | Pts | Pun |
| ------------------------ | ------------- | -- | - | -- | --- | --- |
| Reilly Smith             | Ailier droit  | 20 | 5 | 17 | 22  | 10  |
| Jonathan Marchessault    | Centre        | 20 | 8 | 13 | 21  | 10  |
| William Karlsson         | Centre        | 20 | 7 | 8  | 15  | 2   |
| James Neal               | Ailier gauche | 20 | 6 | 5  | 11  | 12  |
| Alex Tuch                | Ailier droit  | 20 | 6 | 4  | 10  | 12  |
| Shea Theodore            | Défenseur     | 20 | 3 | 7  | 10  | 8   |
| Erik Haula               | Ailier gauche | 20 | 3 | 6  | 9   | 27  |
| David Perron             | Ailier gauche | 15 | 1 | 8  | 9   | 10  |
| Nate Schmidt             | Défenseur     | 20 | 3 | 4  | 7   | 4   |
| Colin Miller             | Défenseur     | 20 | 3 | 4  | 7   | 14  |
| Tomas Nosek              | Ailier gauche | 17 | 4 | 2  | 6   | 8   |
| Brayden McNabb           | Défenseur     | 20 | 2 | 3  | 5   | 20  |
| Ryan Carpenter           | Centre        | 17 | 0 | 5  | 5   | 6   |
| Cody Eakin               | Centre        | 20 | 3 | 1  | 4   | 4   |
| Luca Sbisa               | Défenseur     | 12 | 0 | 4  | 4   | 8   |
| Pierre-Edouard Bellemare | Ailier gauche | 20 | 0 | 3  | 3   | 14  |
| Ryan Reaves              | Ailier droit  | 10 | 2 | 0  | 2   | 18  |
| Tomas Tatar              | Ailier gauche | 8  | 1 | 1  | 2   | 2   |
| Deryk Engelland          | Défenseur     | 20 | 0 | 2  | 2   | 26  |
| Oscar Lindberg           | Centre        | 3  | 0 | 1  | 1   | 2   |
| Jon Merrill              | Défenseur     | 8  | 0 | 0  | 0   | 10  |
| William Carrier          | Ailier gauche | 10 | 0 | 0  | 0   | 8   |

| Nom               | PJ | V  | D | Min   | BC | Moy  | %Arr | Bl |
| ----------------- | -- | -- | - | ----- | -- | ---- | ---- | -- |
| Marc-André Fleury | 20 | 13 | 7 | 1 259 | 47 | 2,24 | 92,7 | 4  |